# Подриние
Подриние (или членувано Подринието) (на босненски: Podrinje) е басейнът на река Дрина и географски регион в Сърбия и Босна и Херцеговина.
Подразделя се на босненски и сръбски дял, обхващащи съответно левия и десния бряг по реката.
В исторически план Подринието е естествена граница и преходна област между Сърбия и Босна. Регионът е наситен с история, като е определен в 395 г. за част от границата между Източната и Западната Римска империя.
През XIV – XV век босненският дял на Подринието е бил родово владение на династията Косача.
От 1918 до 1922 г. е окръг на Кралство Югославия, а от 1929 до 1941 г. попада в границите на провинция Дринска бановина. Днес се намира в Босненско-подрински кантон на Босна и Херцеговина.

## Градове
В Подринието са разположени следните по-значими градове:
- Федерация Босна и Херцеговина – Горажде.
- Република Сръбска – Фоча, Вишеград, Сребреница, Братунац и Зворник.
- Сърбия – Ужице и Лозница.